# Dariusz Chlebek
Dariusz Chlebek es un deportista polaco que compitió en piragüismo en la modalidad de eslalon. Ganó tres medallas en el Campeonato Europeo de Piragüismo en Eslalon entre los años 2009 y 2013.

## Palmarés internacional
| Campeonato Europeo | Campeonato Europeo       | Campeonato Europeo | Campeonato Europeo |
| Año                | Lugar                    | Medalla            | Competición        |
| ------------------ | ------------------------ | ------------------ | ------------------ |
| 2009               | Nottingham (Reino Unido) | Medalla de bronce  | C2 por equipos     |
| 2010               | Bratislava (Eslovaquia)  | Medalla de plata   | C2 por equipos     |
| 2013               | Cracovia (Polonia)       | Medalla de plata   | C2 por equipos     |